# 1947 ve filmu

## Nejvýdělečnější filmy roku
| Pořadí | Název                                          | Země | Tržba (v dolarech) |
| ------ | ---------------------------------------------- | ---- | ------------------ |
| 1.     | Unconquered                                    | USA  | 6 100 000          |
| 2.     | The Bachelor and the Bobby-Soxer The Egg and I | USA  | 5 500 000          |
| 3.     | Mother Wore Tights                             | USA  | 5 250 000          |

## Zahraniční filmy
- Rjadovoj Alexandr Matrosov (režie: Leonid Lukov)
- Anděl a bandita (režie: James Edward Grant)
- The Bishop's Wife (Biskupova žena) (režie: Henry Koster)
- Tělem a duší (režie: Robert Rossen)
- Brány noci (režie: Marcel Carné)
- Černý narcis (režie: Emeric Pressburger, Michael Powell)
- Dvojí život (režie: George Cukor)
- Fantomas (režie: Jean Marion)

## Narození
- 18. ledna – Takeši Kitano, japonský herec
- 2. února – Farrah Fawcett, americká herečka († 25. června 2009)
- 12. února – Jana Šulcová, česká herečka
- 13. března – Viktor Preiss, český herec
- 15. března – Juraj Kukura, slovenský herec
- 19. března – Glenn Close, americká herečka
- 24. března – Jiří Bartoška, český herec († 8. května 2025)
- 16. dubna – Jiří Štěpnička, český herec
- 18. dubna
  - James Woods, americký herec
  - Jerzy Stuhr, polský herec
- 6. května – Oldřich Vízner, český herec
- 3. července – Jana Švandová, česká herečka
- 12. července – Lenka Termerová, česká herečka
- 30. července – Arnold Schwarzenegger, americký herec, producent, režisér a politik
- 27. srpna – Barbara Bachová, americká herečka, modelka a psycholožka
- 14. září – Sam Neill, novozélandský herec, režisér a scenárista
- 21. září – Stephen King, americký herec, režisér, scenárista a producent
- 17. října – Karel Heřmánek, český herec († 24. srpna 2024)
- 24. října – Kevin Kline, americký herec
- 25. října – Jan Kanyza, český herec a malíř
- 29. října – Richard Dreyfuss, americký herec

## Úmrtí
- 19. června – Ferenc Futurista, český herec, scenárista a režisér

## Filmové debuty
- Anouk Aimée
- Dirk Bogarde
- Janet Leighová
- Toširó Mifune
- Marilyn Monroe
- Jacques Tati